# 中国农业大学体育馆
40°00′14″N 116°21′34″E / 40.00397299999999°N 116.35936°E

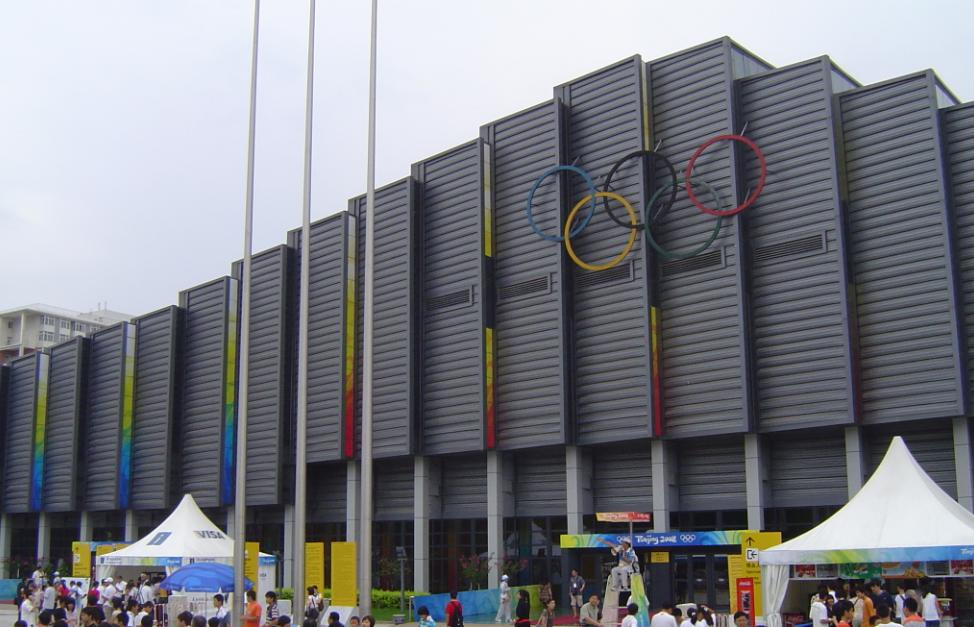
中国农业大学体育馆

中國農業大學體育館又名2008年北京奧運會摔跤館，位於中國農業大學東區校舍內，建築面積為23950平方米，可容納8000名觀眾。它是2008年北京奧運摔跤專項專用的比賽場館，並於9月進行的殘疾奧運會中進行坐式排球項目的比賽。
體育館於2005年6月28日動工。在此之前，北京奧委會與北京市政府等在2月時曾合辦該體育館的公開設計比賽。最終於同年展開在8份參賽作品中最出色的三份，分別為澳大利亞GSA集團與北京市建築設計研究院聯合體共同設計的B01方案、日本川口衛構造設計事務所股份有限公司的B05方案以及华南理工大学建筑设计研究院設計的B06方案。在公眾的投票後，結果由B06方案勝出。2007年8月18日，工程完成。

## 邮票
国家邮政局2007年12月20日发行《第29届奥林匹克运动会——竞赛场馆》纪念邮票1套6枚，小型张1枚；其中第一张为中国农业大学体育馆，邮票规格为60×30mm，面值80分。